# Хагнек
Хагнек (нем. Hagneck) — коммуна в Швейцарии, в кантоне Берн. 
До 2009 года входила в состав округа Нидау, с 2010 года входит в округ Зеланд. Население составляет 421 человек (на 31 декабря 2006 года). Официальный код — 0736.